# The BET Honors
I The BET Honors furono istituiti nel 2008 dalla rete televisiva Black Entertainment Television per onorare la vita e le conquiste di luminari afroamericani. I premi furono assegnati ogni anno fino al 2016 e trasmessi su BET durante il Mese della storia dei neri.

## Luogo della cerimonia
Le cerimonie inaugurali, nel 2008, si sono svolte al Warner Theater di Washington, DC . 

## Conduttori
Il comico Cedric the Entertainer ha condotto la prima edizione del BET Honors nel 2008. L'attrice Gabrielle Union invece condusse cinque edizioni consecutive. 

## 2008

### Premiati
- Alicia Keys (Entertainment Award)
- Tyra Banks (Media Award)
- Dr. Cornel West, Professore universitario nel centro per gli studi afroamericani (Award for Education)
- Richard Parsons (Corporate Citizen Award)
- L'Onorevole Maxine Waters (Public Service Award)
- CEO Janice Bryant Howroyd (Entrepreneur Award)

### Interpreti e presentatori
- Stevie Wonder
- John Legend
- Gladys Knight
- Wyclef Jean
- Jill Scott
- Brian McKnight
- Ne-Yo
- Raheem DeVaughn
- Blair Underwood
- Danny Glover
- Kerry Washington
- Idris Elba
- Hill Harper
- Vivica A. Fox

## 2009

### Premiati
- Magic Johnson (Corporate Citizen Award)
- Tyler Perry (Media Award)
- B. Smith (Entrepreneur Award)
- Mary J. Blige (Entertainer Award)
- Judith Jamison (Education Award)
- James Clyburn (Public Service Award)

### Interpreti e presentatori
- Stevie Wonder
- Yolanda Adams
- Anita Baker
- Monica
- Joss Stone
- Ne-Yo
- Queen Latifah
- Anthony Hamilton
- Keyshia Cole
- Whitney Houston

## 2010

### Premiati
- Whitney Houston (Entertainers Award)
- Queen Latifah (Media Award)
- Sean “Diddy” Combs (Entrepreneur Award)
- Ruth Simmons (Education Award)
- Keith Black (Public Service Award)

### Interpreti e presentatori
- Jennifer Hudson
- Mary J. Blige
- India. Arie
- Patti LaBelle
- Stevie Wonder
- Trey Songz
- Jazmine Sullivan
- Kim Burrell

## 2011

### Premiati
- Jamie Foxx (Entertainer)
- Cicely Tyson (Theatrical Arts Award)
- Herbie Hancock (Musical Arts Award)
- Iman (Service Award)
- Lonnie Bunch (Education Award)
- Linda Johnson-Rice (Media Award)

### Interpreti e presentatori
- Ne-Yo
- Nicole Ari Parker
- Boris Kodjoe
- Chick Corea
- Lalah Hathaway
- Keyshia Cole
- Tank & Guy
- Naturally 7
- Trey Songz
- Yolanda Adams
- Marsha Ambrosius

## 2012

### Premiati
- Maya Angelou (Literary Arts Award)
- Stevie Wonder (Musical Arts Award)
- Mariah Carey (Entertainer Award)
- Spike Lee (Media Award)
- Beverly Kearney (Education Award)
- Tuskegee Airmen (Service Award)

### Interpreti e presentatori
- Michelle Obama
- Willow Smith
- Aretha Franklin
- Common
- Cuba Gooding Jr.
- Terrence Howard
- Cicely Tyson
- Kelly Rowland
- Jill Scott
- John Singleton
- Jennifer Hudson
- Ledisi
- Patti LaBelle
- Anthony Hamilton
- Luke James
- Nick Cannon
- Moroccan Cannon

## 2013

### Premiati
- Halle Berry (Service Award)
- T.D. Jakes (Education Award)
- Chaka Khan (Musical Arts Award)
- Lisa Leslie (Athletics Award)
- Clarence Avant (Entrepreneur Award)

## 2014

### Premiati
- Kenneth Chenault (Corporate Citizen Award)
- Aretha Franklin (Musical Arts Award)
- Carrie Mae Weems (Visual Arts)
- Ice Cube (Entertainer Award)
- Berry Gordy (Entrepreneur Award)
- Nelson Mandela (Leadership Award)

## 2015
Con conduzione del comico Wayne Brady. 

### Premiati
- Kanye West (Visionary Award)
- Usher (Musical Arts Award)
- Phylicia Rashad (Theatrical Arts Award)
- Dr. Johnnetta Betsch Cole (Education Award)
- Kwame Simmons (Digital Special Recognition)
- John W. Thompson (Technology and Business Award)

### Interpreti e presentatori
- Ne-Yo
- Trey Songz
- Ben Vareen
- K. Michelle
- Dame Dash
- Patti Labelle
- Mary J. Blige
- Bobby Brown
- Charlie Wilson
- Glynn Turman
- Diahann Carroll
- Anthony Anderson

## 2016
Con conduzione del comico Arsenio Hall. 

### Premiati
- Lee Daniels (The BET Honors Television and Film Award)
- Patti Labelle (Musical Arts Award)
- LA Reid (Business Entertainment Award)
- Eric Holder (Public Service Award)
- Mellody Hobson (Corporate Citizen Award)

### Interpreti e presentatori
- Usher
- Ledisi
- Monica
- Babyface
- Fantasia
- The Deele
- Eddie Levert
- Toni Braxton
- Jussie Smollett
- Jazmine Sullivan
- Gabourey Sidibe
- Terrence Howard
- Raheem DeVaughn